# Phosphazene
Phosphazene sind eine Stoffgruppe chemischer Verbindungen, die eine P=N-Doppelbindung aufweisen.

## Untergruppen
Phosphazene kommen als Monomere, cyclische Oligomere und als Polymere (Polyphosphazene) vor. Ein wichtiges Oligomer ist das Hexachlorcyclotriphosphazen, das oft als Edukt für die Herstellung der Polymere dient. Oligomere Phosphazene verfügen über ein Phosphoratom mit einer P=N-Doppelbindung und drei einfach gebundenen Substituenten.

## Herstellung und Reaktionen
Monomere Phosphazene (auch Iminophosphorane) entstehen typischerweise durch die Staudinger-Reaktion eines Azids mit einem Phosphin, meist Triphenylphosphin, unter Abspaltung von Stickstoff. Durch Hydrolyse kann so ein Amin erhalten werden. Daneben können die Phosphazen-Intermediate aber auch für andere synthetische Umwandlungen eingesetzt werden, beispielsweise für eine Aza-Wittig-Reaktion.